# Пон-Сен-Мартен (Валле-д'Аоста)
Пон-Сен-Мартен (фр. Pont-Saint-Martin) — муніципалітет в Італії, у регіоні Валле-д'Аоста.
Пон-Сен-Мартен розташований на відстані близько 560 км на північний захід від Рима, 45 км на схід від Аости.
Населення — 3918 осіб (2014).

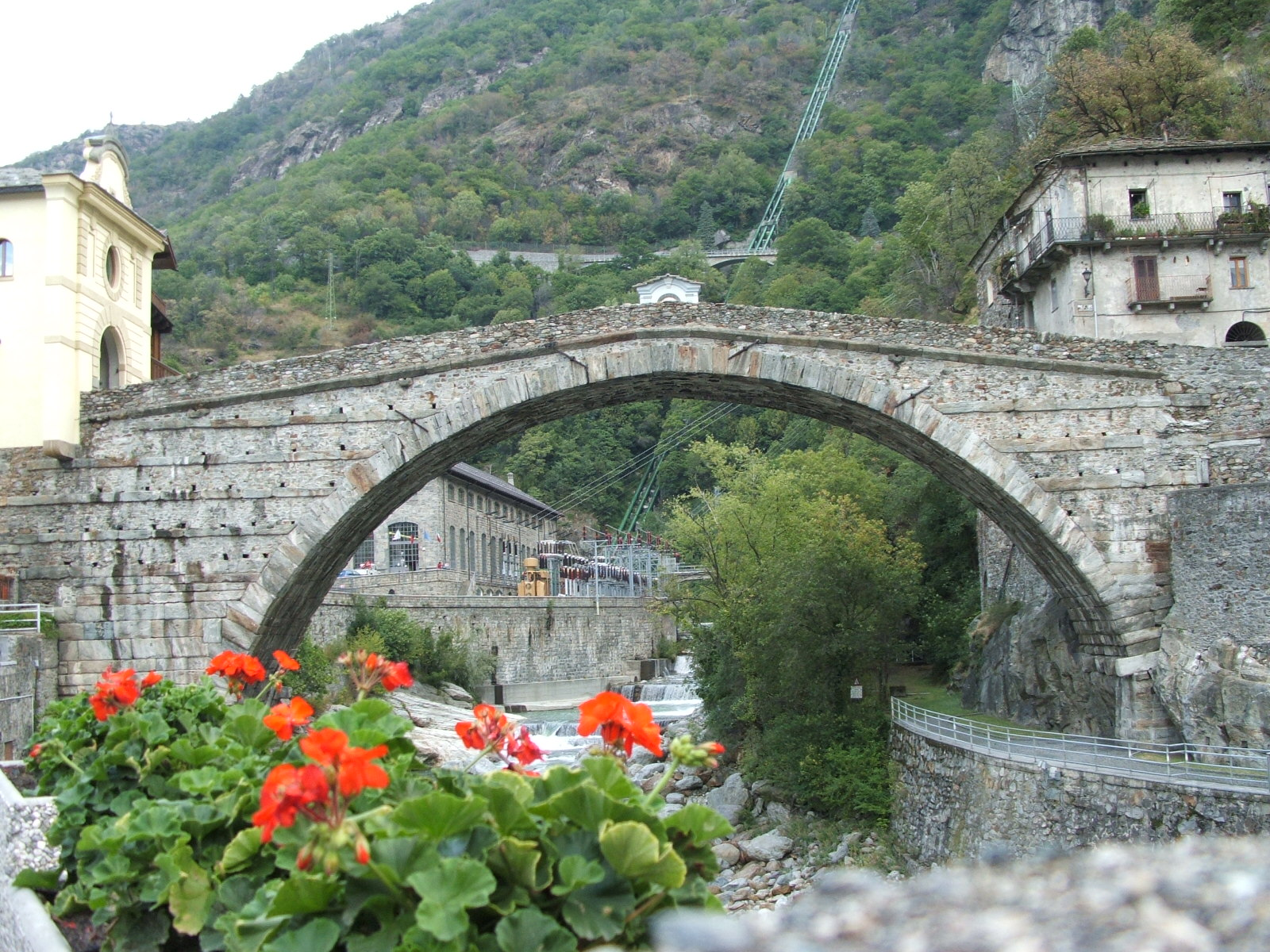

Щорічний фестиваль відбувається 10 серпня. Покровитель — Святий Лаврентій.

## Демографія
Населення за роками:

Станом на 1 січня 2023 року в муніципалітеті офіційно проживало 313 іноземців з 25 країн, серед них 81 громадянин країн Євросоюзу.

## Сусідні муніципалітети
- Карема
- Доннас
- Перло